# Melita longisetosa
Melita longisetosa is een vlokreeftensoort uit de familie van de Melitidae. De wetenschappelijke naam van de soort is voor het eerst geldig gepubliceerd in 1980 door Sheridan.